# Porcupine (album)
Az 1983-as Porcupine az Echo & the Bunnymen harmadik nagylemeze. Ez volt az együttes listákon legjobban szereplő lemeze. Annak ellenére jutott a második helyig a brit albumlistán, hogy a kritikák lehúzták. Az amerikai Billboard 200 listán a 137., Kanadában a 85., míg Svédországban a 24. helyig jutott. 1984-ben aranylemez lett az Egyesült Királyságban. Szerepel az 1001 lemez, amit hallanod kell, mielőtt meghalsz című könyvben.

## Az album dalai
| 1. | The Cutter       | Will Sergeant, Ian McCulloch, Les Pattinson and Pete de Freitas | 3:56 |
| 2. | The Back of Love | Sergeant, McCulloch, Pattinson, de Freitas                      | 3:14 |
| 3. | My White Devil   | Sergeant, McCulloch, Pattinson, de Freitas                      | 4:41 |
| 4. | Clay             | Sergeant, McCulloch, Pattinson, de Freitas                      | 4:15 |
| 5. | Porcupine        | Sergeant, McCulloch, Pattinson, de Freitas                      | 6:01 |

| 1. | Heads Will Roll   | Sergeant, McCulloch, Pattinson, de Freitas | 3:33 |
| 2. | Ripeness          | Sergeant, McCulloch, Pattinson, de Freitas | 4:50 |
| 3. | Higher Hell       | Sergeant, McCulloch, Pattinson, de Freitas | 5:01 |
| 4. | Gods Will Be Gods | Sergeant, McCulloch, Pattinson, de Freitas | 5:25 |
| 5. | In Bluer Skies    | Sergeant, McCulloch, Pattinson, de Freitas | 4:33 |

## Közreműködők
- Ian McCulloch – ének, gitár
- Will Sergeant – szólógitár
- Les Pattinson – basszusgitár
- Pete de Freitas – dob
- Shankar – vonós hangszerek
- Ian Broudie – producer
- Dave Bascombe – hangmérnök
- Paul Cobald – hangmérnök
- Colin Fairley – hangmérnök
- Dave Woolley – hangmérnök
- Steve Short – hangmérnök
- Steve Presige – hangmérnök
- Brian Griffin – fényképek
- Martyn Atkins – borítóterv

## Fordítás
Ez a szócikk részben vagy egészben a Porcupine (album) című angol Wikipédia-szócikk ezen változatának fordításán alapul.  Az eredeti cikk szerkesztőit annak laptörténete sorolja fel. Ez a jelzés csupán a megfogalmazás eredetét és a szerzői jogokat jelzi, nem szolgál a cikkben szereplő információk forrásmegjelöléseként.